# Constantino Ianni
Constantino Ianni (São Paulo, 8 de agosto de 1913 - São Paulo, 21 de dezembro de 1977), foi um economista, jornalista e escritor brasileiro.

## Biografia
Filho dos imigrantes italianos Andrea Ianni e Anna Guariglia, ambos de Castellabate na região da Campânia, formou-se em Direito pela Universidade de São Paulo, especializou-se em Economia nos EUA (Universidade da Carolina do Norte e Universidade Columbia); frequentou também alguns cursos de Economia na Faculdade de Ciências Econômicas da Universidade de Roma.
Foi redator de Economia e Finanças e de assuntos internacionais da Folha da Manhã, depois Folha de S. Paulo, da qual se desligou em 1968.
Participou de vários congressos e conferências no país e no exterior, e de missões comerciais ao estrangeiro (Moscou em 1959, Oriente Médio em 1966).
De janeiro de 1969 a março de 1970 foi diretor do Departamento de Assuntos Industriais da Secretaria da Associação Latino-Americana de Livre Comércio (ALALC). 
Foi assessor econômico da Federação das Indústrias do Estado de São Paulo (FIESP) e lecionou Economia Política na Faculdade de Direito de Taubaté.
Foi autor de “O Homem sem Paz”, livro em que analisou a imigração italiana para o Brasil, e co-autor da obra “Capítulos da História da Indústria Brasileira”.
Constantino Ianni faleceu em 21 de dezembro de 1977, de um ataque cardíaco, aos 64 anos, em São Paulo.
Era irmão mais velho do sociólogo Octavio Ianni.

## Obras
- Homens sem paz: os conflitos e os bastidores da emigracão italiana,[8]
- Poupança, investimentos e mercado de capitais no Brasil,[9]
- Formação de capital e desenvolvimento industrial,
- Descolonização em marcha: economia e relações internacionais,[10][11]
- Il sangue degli emigranti,[12]

## Homenagens
- Uma rua em Itu foi nomeada em homenagem ao economista.[13]
- Patrono da Cadeira Nº 7 da Academia Ituana de Letras,[14]
- Escolhido pelo fotógrafo Emídio Luisi na mostra ''Ue', Paesà! Paulista'',[15]